# Maniconeura
Maniconeura är ett släkte av nattsländor. Maniconeura ingår i familjen kantrörsnattsländor.
Kladogram enligt Catalogue of Life: